# Yerai Couñago
Yerai Couñago (Redondela, Pontevedra, 11 de octubre de 1991) es un futbolista español que juega en la demarcación de centrocampista para el CD Choco de la Tercera División de España.

## Biografía
Debutó como futbolista en 2010 a los 19 años de edad con el CD Choco. Jugó en la Preferente Autonómica de Galicia por dos años. Tuvo un breve paso por el Coruxo FC jugando en la Segunda División B de España, donde quedó en novena posición en su grupo. En 2013 volvió al CD Choco para jugar en la Tercera División de España, quedando en sexta posición en liga. Al acabar la temporada fichó por el FC Honka finlandés, jugando en la Veikkausliiga y quedando en la undécima posición, y que tras problemas económicos del club dejó al equipo para fichar por el PK-35 Vantaa.

## Clubes
| Club                       | País      | Año         | Partidos | Goles |
| -------------------------- | --------- | ----------- | -------- | ----- |
| CD Choco                   | España    | 2010 - 2012 |          | 16    |
| Coruxo FC                  | España    | 2012 - 2013 | 8        | 0     |
| CD Choco                   | España    | 2013 - 2014 | 38       | 14    |
| FC Honka                   | Finlandia | 2014        | 10       | 3     |
| PK-35 Vantaa               | Finlandia | 2015 - 2016 | 36       | 5     |
| Alondras CF                | España    | 2016 - 2017 | 15       | 2     |
| Arosa SC                   | España    | 2017 - 2018 | 30       | 2     |
| Kotkan Työväen Palloilijat | Finlandia | 2018        | 5        | 1     |
| CD Choco                   | España    | 2019 -      | 40       | 4     |